# The La's
The La's foi uma banda de rock de Liverpool, Inglaterra. O The La's foi uma banda relâmpago, durou apenas alguns anos, foi montada em 1983 e desfeita em 1992, tendo lançado apenas um álbum, em 1990. Este álbum, porém, foi aclamado pela crítica e influenciou diversas bandas inglesas que surgiram nos anos 90. O The La's possui uma história curiosa: a banda foi formada em 1983, porém, o primeiro e único álbum da banda foi lançado sete anos depois, em 1990; isso porque o líder da banda, Lee Mavers, era extremamente perfeccionista e estava sempre à procura da sonoridade perfeita, nunca achando que as músicas estavam do jeito que ele queria. Apesar de ser praticamente desconhecida do grande público, o The La's tem grande aceitação da crítica especializada, que sempre exalta as qualidades da banda. Noel Gallagher, do Oasis, já declarou em uma entrevista que considera o The La's uma das dez melhores bandas da história do rock.

## História
A banda iniciou suas atividades em 1983, tendo na frente o vocalista e guitarrista Lee Mavers, que, ao chegar, em 1984, compôs algumas canções significativas. Dois anos mais tarde, o baixista Jonh Power entrou, outro importante integrante do grupo, mesmo ano em que Mike Badger, seu fundador, a abandonou. Isso tudo antes de começar a chamar a atenção de algumas gravadoras locais após tocarem em bares da cidade.
Assinaram com a gravadora Go!Discs e em 1987 saiu "Way Out", primeiro single, que chegou a figurar entre as 100 mais pedidas, chamando a atenção de figuras importantes do rock britânico e até mundial, como Morrisey. Mas se o sucesso de crítica foi bom, o de público já não foi lá essas coisas. No ano seguinte o hit "There She Goes", que seria o maior na história da banda, foi lançado, e diferentemente do primeiro, mesmo com o alto grau de perfeccionismo de Mavers, repercutiu muito bem em termos de público e crítica. Devido à demora no lançamento do primeiro disco,(Veja bem, o grupo foi montado em 1983, mas levou sete anos para seu lançamento), o álbum foi intitulado com o mesmo nome da banda. Mesmo com a demora, devido às insatisfeitas regravações, trocas de estúdio e produtor, promovidas por Lee Mavers em sua busca eterna pelo som perfeito, surpreendentemente chegou a 30º lugar nas paradas britânicas; mas, com o cansativo ritmo de trabalho de seu líder e vocalista, logo após, Jonh Power abandonou o grupo e em 1992 Mavers declarou o fim do The La's.

## Discografia

### Álbuns de estúdio
| Título   | Detalhes                                                                               | Melhor posição nas paradas musicais | Melhor posição nas paradas musicais |
| Título   | Detalhes                                                                               | GBR                                 | EUA                                 |
| -------- | -------------------------------------------------------------------------------------- | ----------------------------------- | ----------------------------------- |
| The La's | - Lançamento: 1 de outubro de 1990 - Gravadora: Polydor, Go!, London - Formato: LP, CD | 30                                  | 196                                 |

### Singles
| Título                          | Ano  | Melhor posição nas paradas musicais | Melhor posição nas paradas musicais | Melhor posição nas paradas musicais | Melhor posição nas paradas musicais | Certificações     | Álbum    |
| Título                          | Ano  | GBR                                 | HOL                                 | EUA                                 | EUA Alt.                            | Certificações     | Álbum    |
| ------------------------------- | ---- | ----------------------------------- | ----------------------------------- | ----------------------------------- | ----------------------------------- | ----------------- | -------- |
| "Way Out"                       | 1987 | 86                                  | —                                   | —                                   | —                                   |                   | The La's |
| "There She Goes"                | 1988 | 59                                  | —                                   | —                                   | —                                   | - BPI: 2× platina | The La's |
| "Timeless Melody"               | 1990 | 57                                  | —                                   | —                                   | 12                                  |                   | The La's |
| "There She Goes" (relançamento) | 1990 | 13                                  | 57                                  | 49                                  | 2                                   |                   | The La's |
| "Feelin'"                       | 1991 | 43                                  | —                                   | —                                   | —                                   |                   | The La's |